# Carlos Agostí
Arturo Agostí Moreno (Madrid, 3 de julio de 1922-Los Ángeles, 13 de diciembre de 2002) conocido artísticamente como Carlos Agosti, fue un actor de cine mexicano nacido en España, que trabajó en cine hispanoamericano y en doblajes de películas y series estadounidenses al español.

## Biografía
Tras una importante carrera en su país natal en los años 40, Agosti se trasladó a México en los años 50 y realizó numerosas actuaciones en los años 80, a menudo interpretando astutos villanos. Fue popular por su interpretación del siniestro vampiro Conde Frankenhausen en El vampiro sangriento (1962) y La invasión de los vampiros (1963).
Su porte y voz varonil lo hizo participar de galán en varias películas con el mimo Cantinflas, como Sube y baja (1959), El analfabeto (1960) y Un Quijote sin mancha (1969).
Agosti recibió una nominación al Premio Ariel como mejor actor secundario por La escondida en (1955) actuando al lado de María Félix y Andrés Soler.
Agosti también trabajó en el doblaje, primero en México y posteriormente en Los Ángeles. Su hijo, Carlos Agostí Jr., participó en el doblaje de Robotech II.

## Filmografía parcial
- Espronceda (1945)
- Aquel viejo molino (1946)
- Noche sin cielo (1947)
- Las inquietudes de Shanti Andía (1947)
- Cuando los ángeles duermen (1947)
- El tambor del Bruch (1948)
- La casa de las sonrisas (1948)
- En un rincón de España (1949)
- La canción de la Malibrán (1951)
- Catalina de Inglaterra (1951)
- La cobarde (1952)
- Entre barracas (1954)
- La escondida (1955) ... Octavio Montero
- Muertos de miedo (1957)
- Dos corazones y un cielo (1958) ... César Ordóñez
- Sube y baja (1959) ... Jorge Maciel/Luigi Martinelli
- Limosneros con garrote (1961)
- Pobre del Pobre (1961)
- El analfabeto (1960) ... Aníbal Guzmán
- El secreto del texano (1963)
- Dos meseros majaderos (1965)
- Los reyes del volante (1965)
- La Valentina (1966) ... esposo de Valentina
- Juan Pistolas (1966)
- Cada quien su lucha (1966)
- El aviso inoportuno (1968)
- Blue Demon contra las diabólicas (1968)
- Un Quijote sin mancha (1969) ... Gerardo Palomo
- Capulina contra los vampiros (1971)
- The Garden of Aunt Isabel (1971)
- Santo vs. la hija de Frankenstein (1971)
- El sonámbulo (1974)
- El carita (1974)
- Fe, esperanza y caridad (1974) .... En segmento de 'Esperanza' (Encargado de leones)
- El jardín de la Tía Isabel (1972)
- El investigador Capulina (1975)
- En esta primavera (1976) ... padre de Paloma
- El contrabando del Paso (1980)
- 41, el hombre perfecto (1982) como Miembro del consejo (no acreditado)
- El chorizo del carnicero (1989)
- Mujer, casos de la vida real (programa de Televisa 1996-2001)